# Джон Кейл

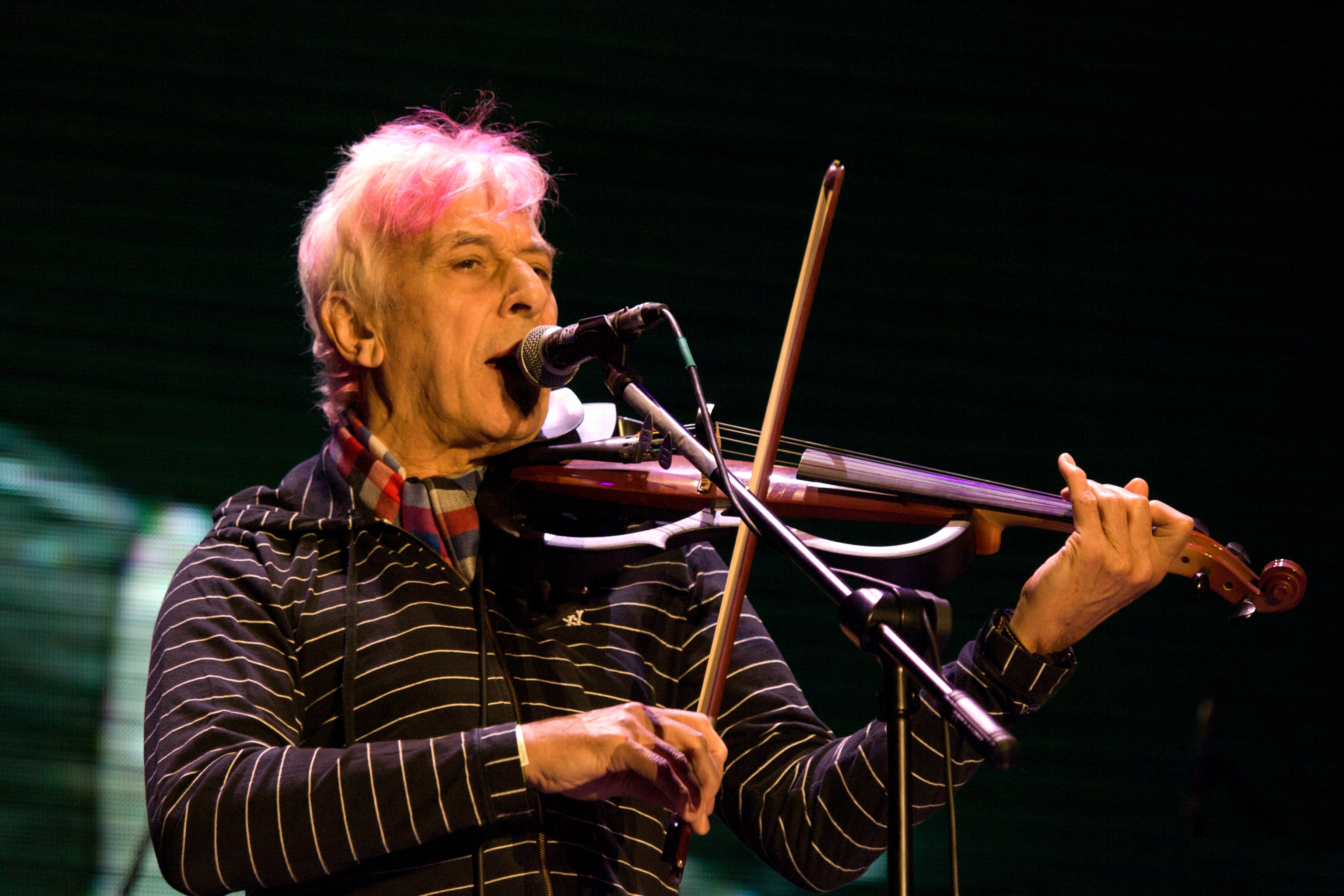
John Cale (2010)

Джон Кейл (англ. John Cale, нар. 9 березня 1942, Ґарнант, Уельс, Велика Британія) — валлійський вокаліст, клавішних, гітарист, ударник, композитор, автор текстів, продюсер.
Після закінчення лондонського «Goldsmith College» по класу альта та фортепіано, Джон Кейл 1963 року отримав засновану Леонардом Бернстайном стипендію для навчання у «Berkshire School Of Music» міста Бостон. Однак з Бостона Кейл швидко переїхав до Нью-Йорка, де приєднався до авангардної формації Ла Монта Янга The Dream Syndicate. Тоді ж Кейл зацікавився рок-музикою і незабаром за посередництвом фірми «Pickwick Records» зустрівся з Лу Рідом.
Обидва музиканти скептично поставилися до комерційних планів Syndicate і 1964 року утворили власний гурт, який з часом став відомий під назвою The Velvet Underground. Кейл виступав у цьому гурті до 1968 року, і за цей період його нахил до експерименту разом з поп-досвідом Лу Ріда створили своєрідну збуджуючу музику, яка була доведена до досконалості у творі «Sister Ray» з альбому «White Light/White Heat». Велике значення постаті Кейла у творчості гурту підтвердила раптова зміна стилю Velvet Underground, коли Кейл його залишив.
Деякий час музикант працював продюсером, накриклад, з Ніко та The Stooges, a 1970 року дебютував як соліст альбомом «Vintage Violence», яким вразив слухачів цікавими мелодійними задумами. Однак чергові альбоми «Church Of Anthrax», який
Кейл записав разом з Террі Райлі та «The Academy Of Peri», вказували на повернення музиканта до експериментаторства.

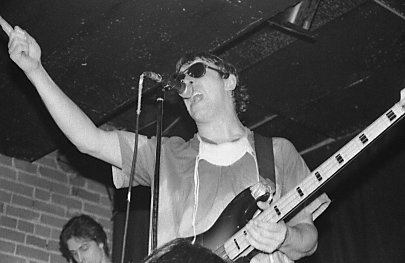
1980

У період співпраці з відомою фірмою «Warner Brothers» Кейл утворив супроводжуючу групу, до якої ввійшли, наприклад, колишні учасники гурту Little Feat: Лоуелл Джордж та Річард Хейворд. Разом з ними він записав 1973 року чаруючий альбом «Paris 1919», що стилістично нагадував часи дебюту Кейла, і який тепер вважається найкращим досягненням музиканта.
Епізодична участь у записах англійських артистів Ніка Джейка та Майка Хірона започаткувала співпрацю Кейла з британською фірмою «Island». Перший записаний для цієї фірми альбом «Fear» презентував як дуже складні, так і безтурботні твори. Одним з інструменталістів, який допомагав Кейлу записувати цей альбом, був Браян Іно. Він також взяв участь у черговому лонгплеї Кейла «Slow Dazzle» та на альбомі формації ACNE (Kevin Ayers, Cale, Nico, Eno) «June 1st 1974».
Однак прискорені темпи записів негативно вплинули на творчий потенціал Кейла, наслідком чого був слабкий альбом «Helen Of Troy» 1975 року. Але потреба музиканта постійно перебувати на хвилі популярності стала привидом для співпраці з Патті Сміт при запису її платівки «Horses» 1976 року. Знайшовши визнання серед прихильників панку, після виходу цієї платівки Кейл, на жаль, почав позичати задуми, замість того, щоб їх пропонувати.
Про вихід з творчої кризи сповістила платівка «Music For A New Society» 1982 року, на якій автор вміло поєднав елементи попу з інтелектуальними пошуками. Маючи позаду творчу кризу у другій половині сімдесятих років, Кейл успішно відродився як музикант-новатор, а лонгплей «Words For The Dying» 1989 року дорівнював за задумами та уявленнями артиста найкращим записам попереднього періоду творчості. Записаний 1990 року разом з Лу Рідом альбом «Songs For 'Drella», що був присвячений пам'яті Енді Уорола, був однаково гарно зустрінутий як критиками, так і слухачами. Надалі дискографія артиста продовжує поповнюватися черговими платівками, однак найважливішим фактом було те, що 1993 року він виступив у складі відродженої формації Velvet Underground.

## Дискографія
- 1970: Vintage Violence
- 1971: Church Of Anthrax
- 1972: The Academy Of Peril
- 1973: Paris 1919
- 1974: Fear
- 1974: June 1st 1974
- 1975: Slow Dazzle
- 1975: Helen Of Troy
- 1977: Guts
- 1977: Animal Justice
- 1979: Sabotage
- 1981: Honi Soit
- 1982: Music For A New Society
- 1984: Carribbean Sunset
- 1984: John Cale Comes Alive
- 1985: Artificial Intelligence
- 1985: Black Rose
- 1989: Words For The Dying
- 1990: Songs For 'Drella
- 1990: Wrong Way Up
- 1991: Even Cowgirls Get The Blues
- 1992: Paris S'eveille, Suivi d'Autres Compositions
- 1992: Fragments Of A Rainy Season
- 1992: Sahara Blues
- 1993: 23 Solo Pieces For La Naissance De L'Amour
- 1994: Last Day On Earth
- 1994: Seducing Down The Door: A Collection 1970—1990
- 1996: Antartida
- 1996: Walking On Locusts
- 1996: The Island Years
- 1997: Eat/Kiss: Music for the Films of Andy Warhol (Hannibal)
- 1998: Somewhere In The City (OST)
- 1998: Nico: Dance Music
- 1999: The Unknown (OST)
- 1999: Le Vent De La Nuit (OST) (Crepuscule)
- 1999: Close Watch: An Introduction to John Cale (compilation)
- 2003: 5 Tracks (EP) (EMI)
- 2003: HoboSapiens (EMI)
- 2005: Process (OST) (Syntax)
- 2005: blackAcetate (EMI)
- 2006: Jumbo In Tha Modern World (CD single) (EMI)
- 2007: Circus Live (live) (EMI)
- 2011: Extra Playful (EP)
- 2012: Shifty Adventures in Nookie Wood
- 2016: M: FANS
- 2023: Mercy